# Annegreet van Bergen
Gerry Willemien (Annegreet) van Bergen (Enschede, 29 januari 1954) is een Nederlandse journaliste en schrijfster.

## Biografie
Van Bergen studeerde in Amsterdam. Als journaliste schreef zij over economie in onder meer de Volkskrant en Elsevier. Ze verhuisde in 1999 naar Voorburg. Sinds 2005 woont ze in Zutphen en schrijft ze wekelijks een column in de Stentor, editie Zutphen/Lochem.
In 2015 werd Van Bergen genomineerd voor de Libris Geschiedenis Prijs en de NS Publieksprijs voor haar bestseller Gouden jaren.
In september 2022 overleed haar echtgenoot Pieter Al.